# Rosa 'Bonica 82'
'Bonica 82' (el nombre de la obtención registrada), es un cultivar de rosa floribunda que fue conseguido en Francia en 1982 por la casa Meilland. También se conoce por el nombre 'Bonica Meidiland'. Es una de las rosas más conocidas del mundo.

## Descripción
'Bonica 82' es una rosa moderna cultivar del grupo floribunda.
El cultivar procede del cruce de Rosa sempervirens x 'Mademoiselle Caron', luego x 'Picasso'.
Las formas arbustivas del cultivar tienen un porte erguido y alcanza los 60 cm de alto. Las hojas son de color verde claro y brillante.
Sus delicadas flores de color rosa son de tamaño medio, corte completo, y vienen en grupos de nueve y quince flores. 'Bonica 82' es agradablemente perfumada y sus fragantes flores suelen aparecer durante todo el año.
Esta rosa es popular entre los jardineros, ya que es muy espinoso, resistente y soporta la sombra. Es compatible con frío y resiste la enfermedad.

## Origen
El cultivar fue desarrollado en Francia por los rosalistas franceses Marie-Louise Meilland / Jacques Mouchotte trabajando para la casa Meilland antes de 1982.
'Bonica 82' es una rosa híbrida con ascendentes parentales de (Rosa sempervirens x 'Mademoiselle Caron') x 'Picasso'.
La obtención fue registrada bajo el nombre cultivar de 'Bonica 82' por Meilland en 1982 y se le dio el nombre comercial de 'Bonica 82'. El cultivar también se conoce como 'Bonica Meidiland','Demon', y 'MEIdomonac'.

## Galardones y reconocimientos
- En 2003 'Bonica 82' fue galardonada con el premio de la "World Federation of the National Rose Societies" (federación mundial de las sociedades de las rosas) el "Worlds Favorite Roses".[5][7]
- Allgemeine Deutsche Rosenneuheitenprüfung ADR 1982.[4]
- All-America Rose Selections 1986
- Bagatelle 2eme prix 1988
- Gold Standard ® Rose 2010

## Cultivares relacionados
Han sido desarrollados una serie de desportes de 'Bonica 82': 
- 'Royal Bonica' - Un cultivar obtenido en la misma casa Millard en Francia en 1993 con flores coloreadas con color rosa intenso mezclado carmesí.

Debido a sus cualidades positivas, 'Bonica 82' es un importante parental de nuevas rosas : 1992 – 'Magic Meidiland', por Meilland (semillas Rosa sempervirens; polen 'Milrose' × 'Bonica 82'); 1997 – 'Rockin' Robin', por Carruth 1997
('Bonica 82' × 'Roller Coaster'); 2005 – 'The Charlatan' por Meilland al cruzar ('Bonica 82' × 'Playboy') x 'Deborah'.

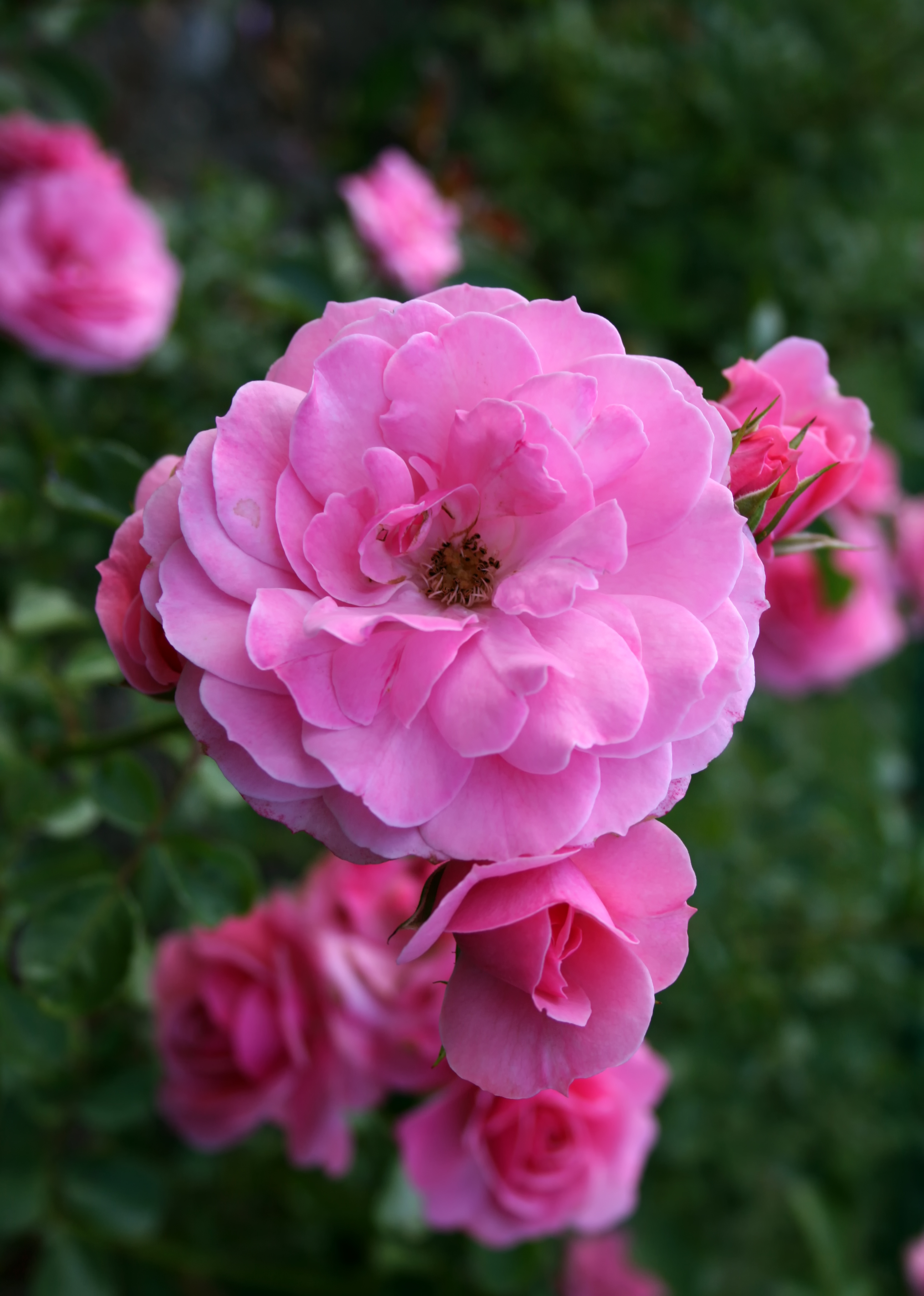
Rosa 'Royal Bonica' (1993), un desporte de 'Bonica 82'.
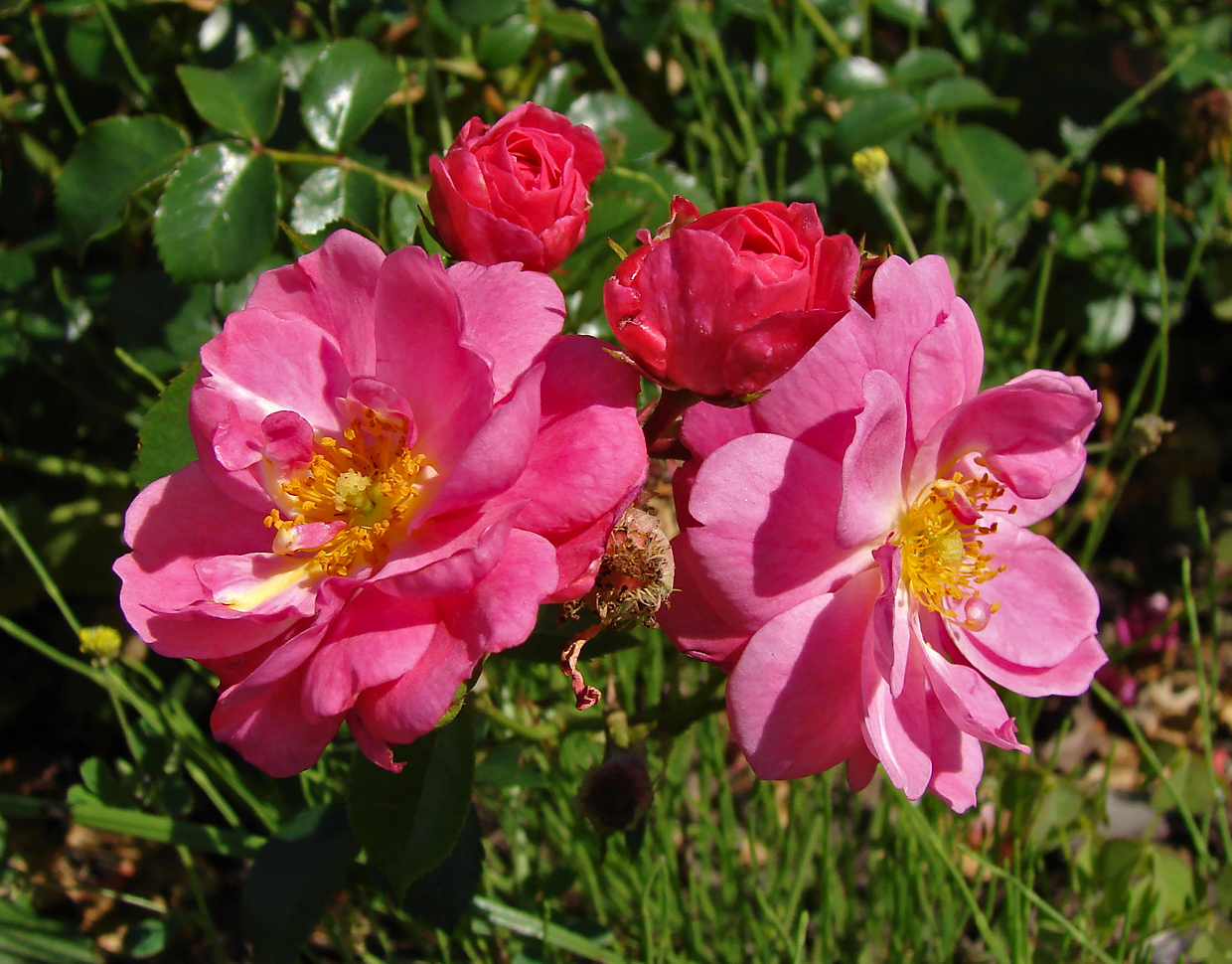
El cultivar 'Magic Meidiland' (1992), con parental de 'Bonica 82'.
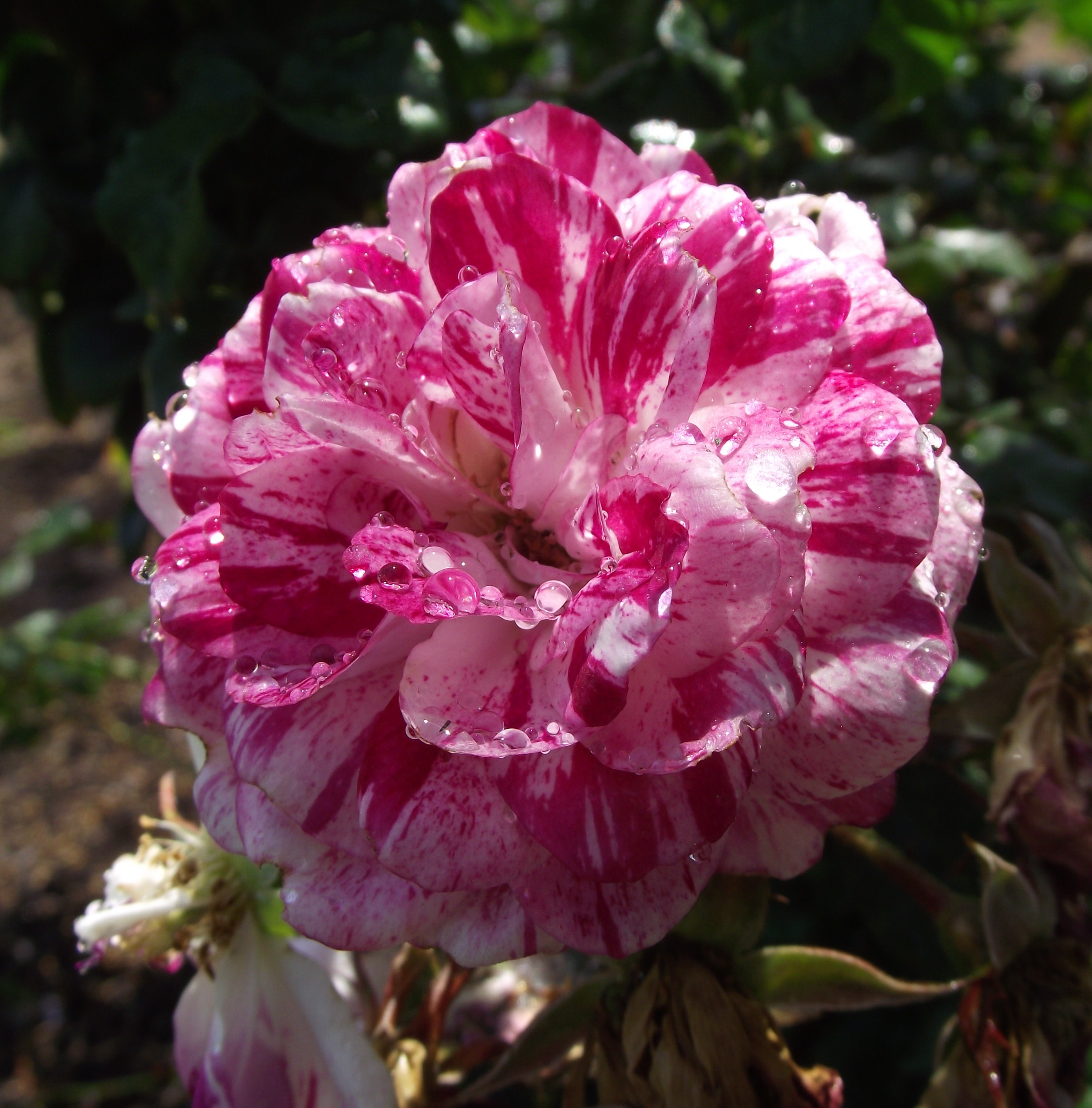
El cultivar 'Rockin' Robin' (1997), en el Inez Grant Parker Memorial Rose Garden, Balboa Park, San Diego, California.
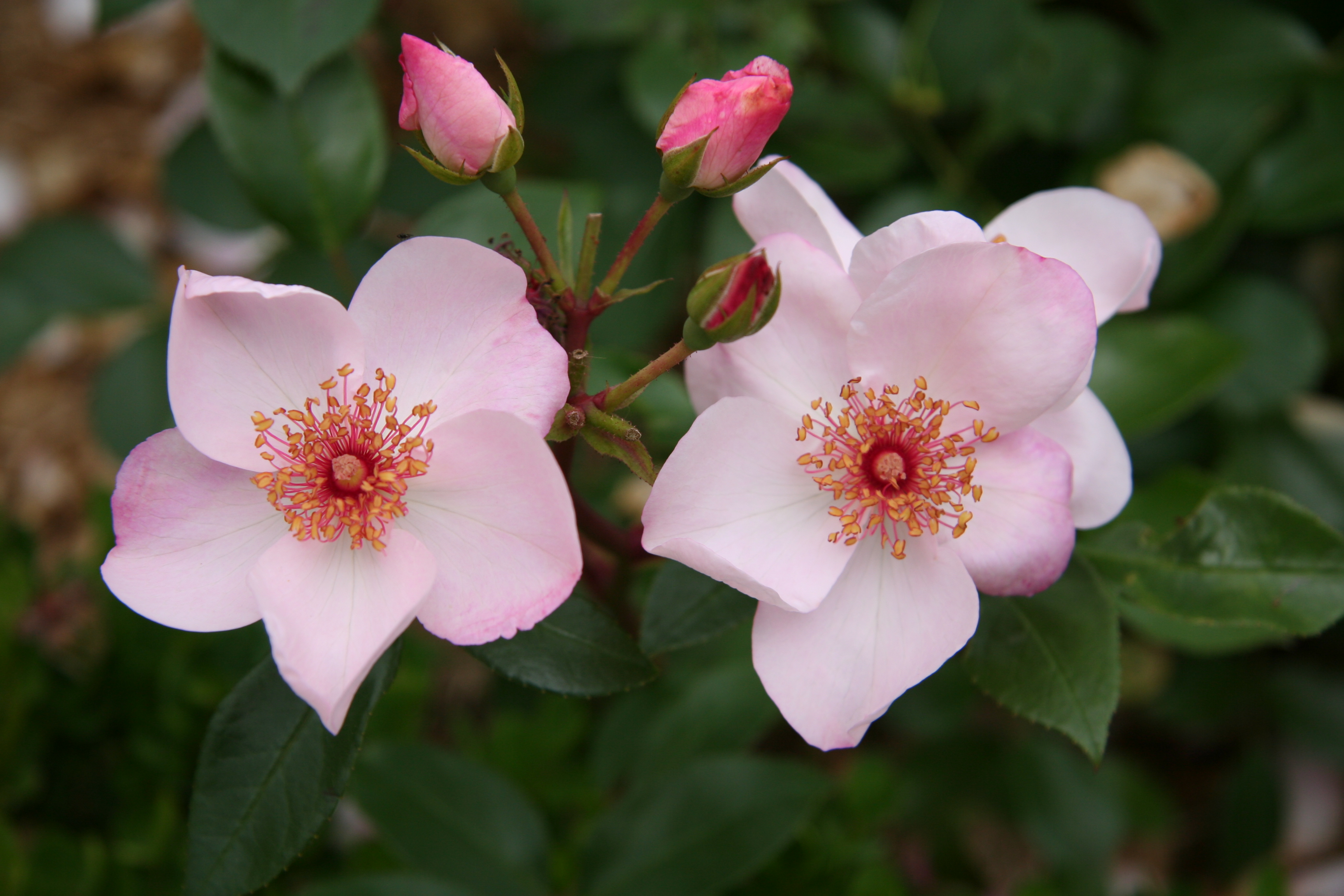
El cultivar 'Astronomia' (2005), en la Roseraie de Bagatelle (París, Francia)

## Cultivo
Aunque las plantas están generalmente libres de enfermedades, es posible que sufran de punto negro en climas más húmedos o en situaciones donde la circulación de aire es limitada. Las plantas toleran la sombra, a pesar de que se desarrollan mejor a pleno sol. En América del Norte son capaces de ser cultivadas en USDA Hardiness Zones 4b y más alta. La resistencia y la popularidad de la variedad han visto generalizado su uso en cultivos en todo el mundo.
Las flores son adecuadas para su uso como flor cortada. Tanto la forma de arbustos y estándar injertado pueden ser cultivadas en contenedores grandes.

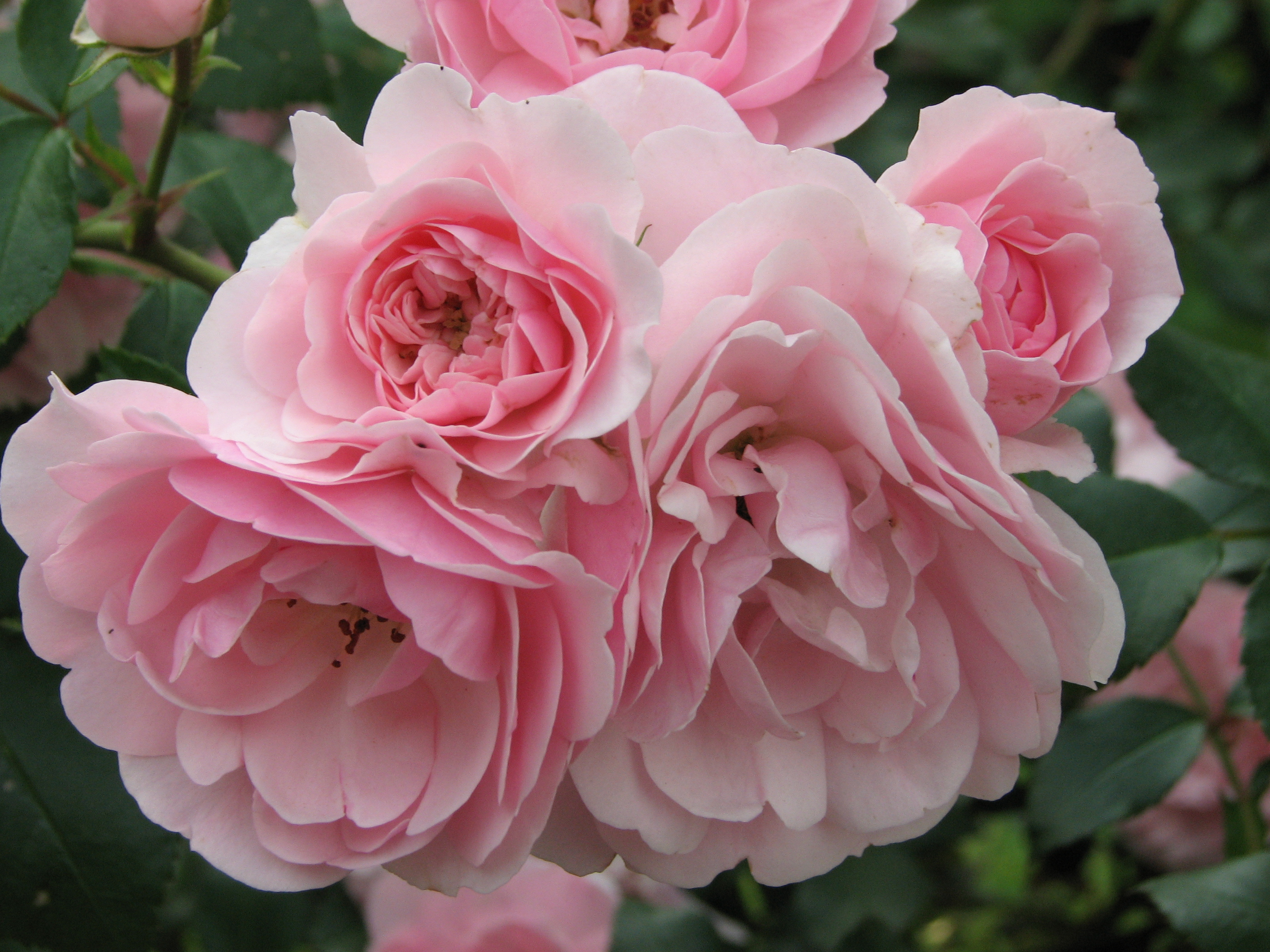
Rosa 'Bonica 82' Mailland en el jardín botánico principal de la Academia de Ciencias en Moscú (Rosarium).
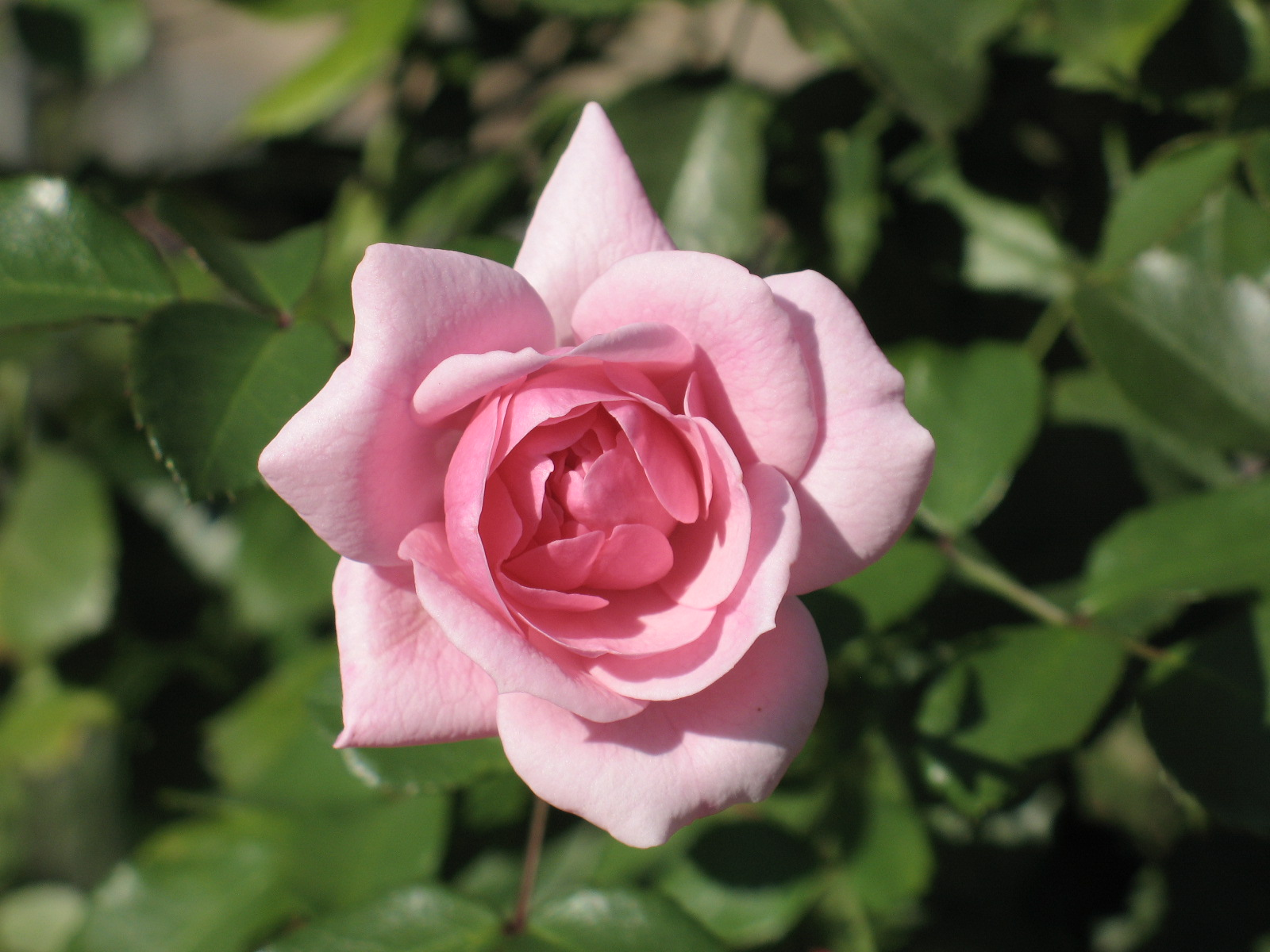
Rosa 'Bonica 82' en el "Rosengarten Zweibrücken", Zweibrücken, Alemania.
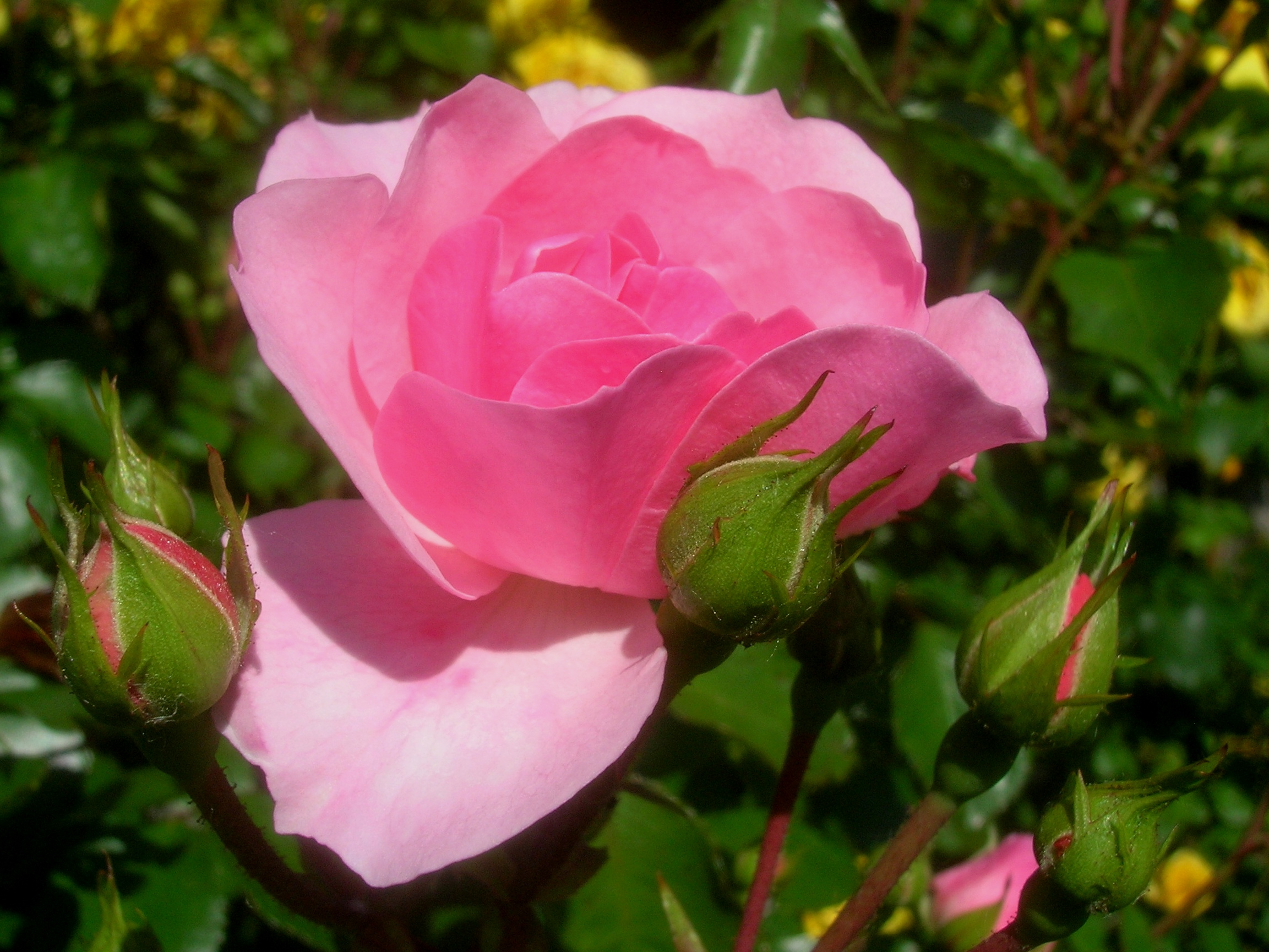
Rosa 'Bonica 82' en el Volksgarten en Viena.
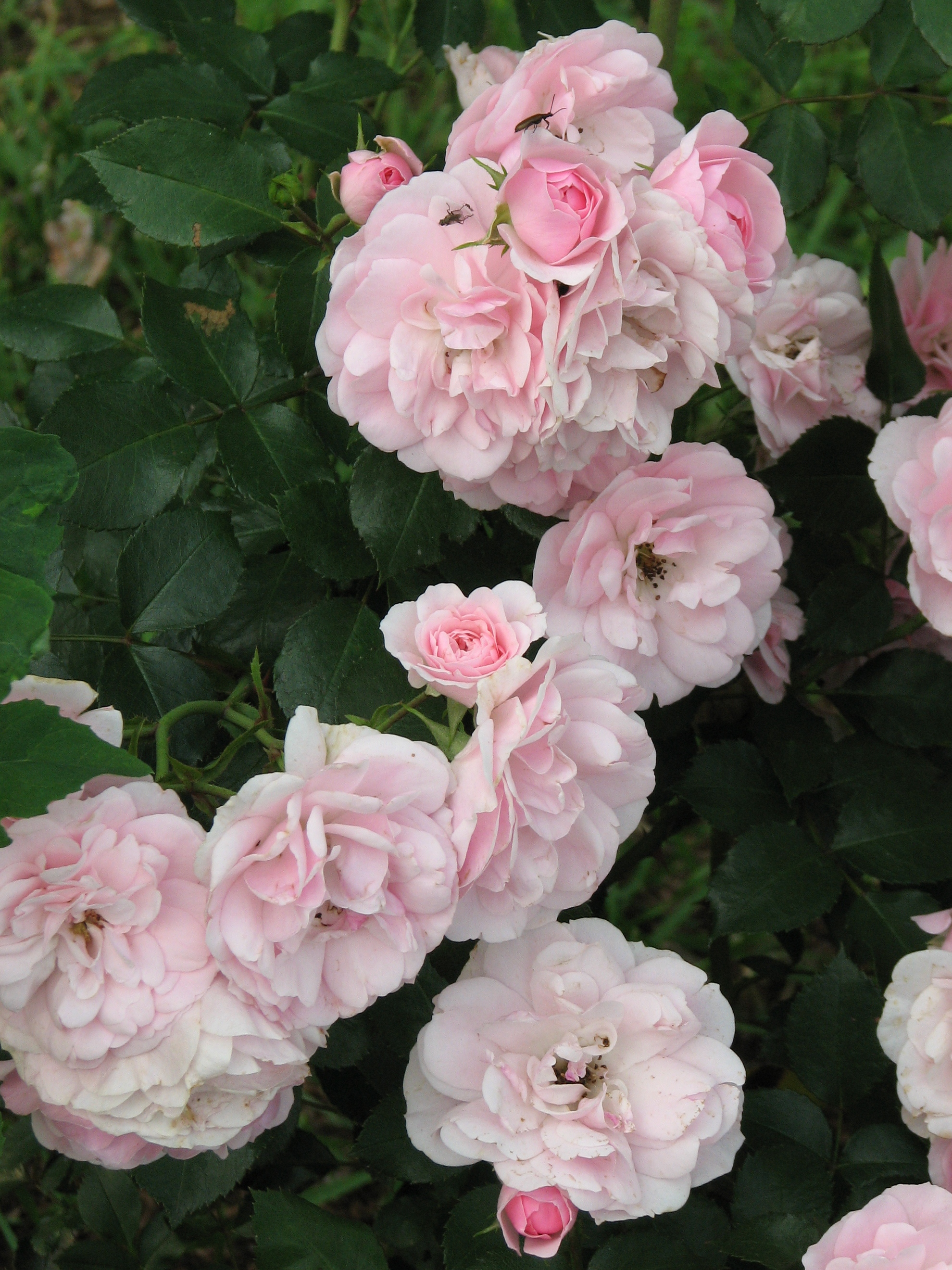
Rosa 'Bonica 82' en la Rosaleda de la Academia de Ciencias en Moscú.